# Монжита червоноока
Монжи́та червоноока (Pyrope pyrope) — вид горобцеподібних птахів родини тиранових (Tyrannidae). Мешкає в Чилі і Аргентині. Раніше цей вид відносили до роду Монжита (Xolmis), однак за результатами молекулярно-генетичного дослідження, результати якого були опубліковані у 2020 році, він був переведений до відновленого монотипового роду Червоноока монжита (Pyrope).

## Опис

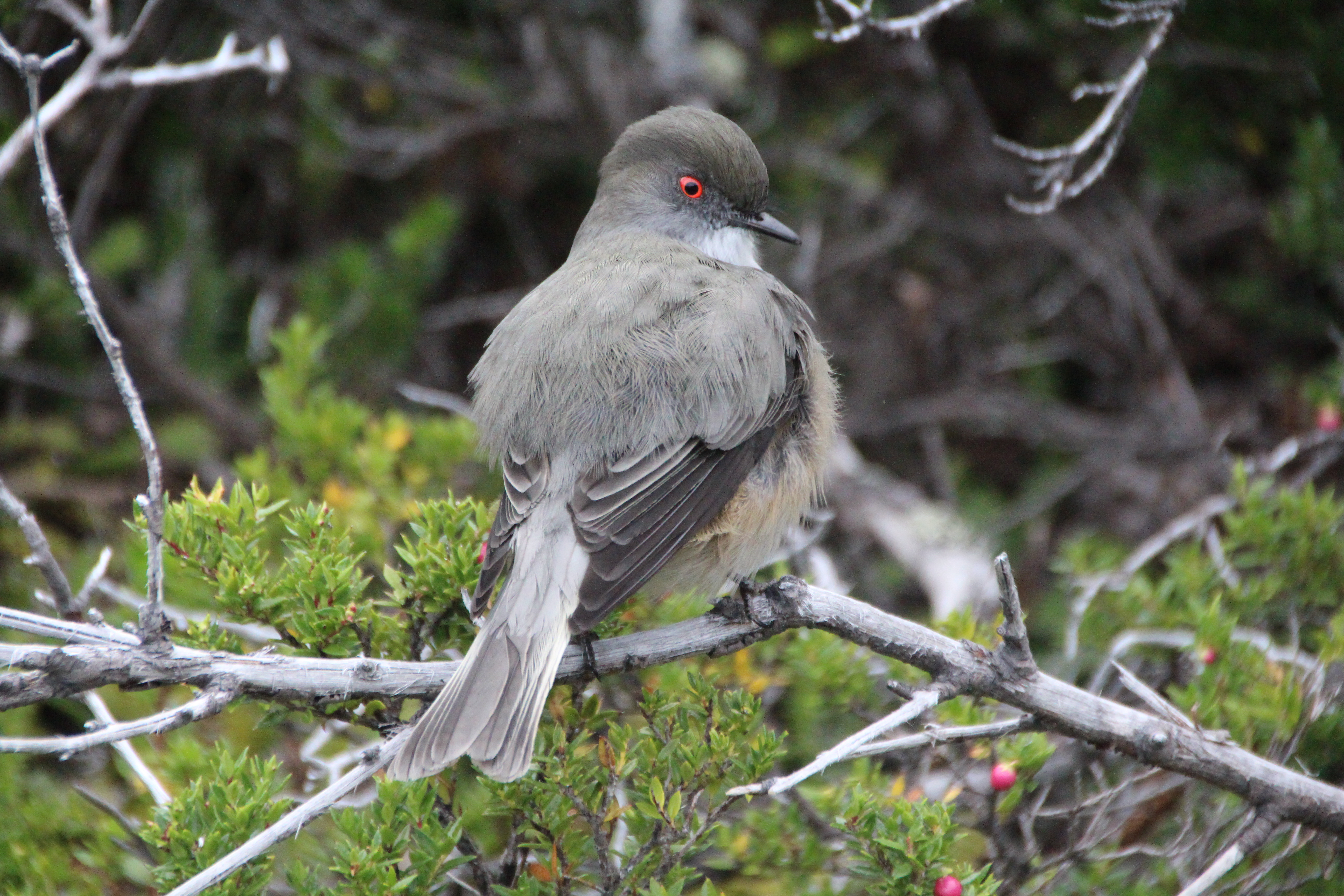
Червоноока монжита (Національний парк Торрес-дель-Пайне)

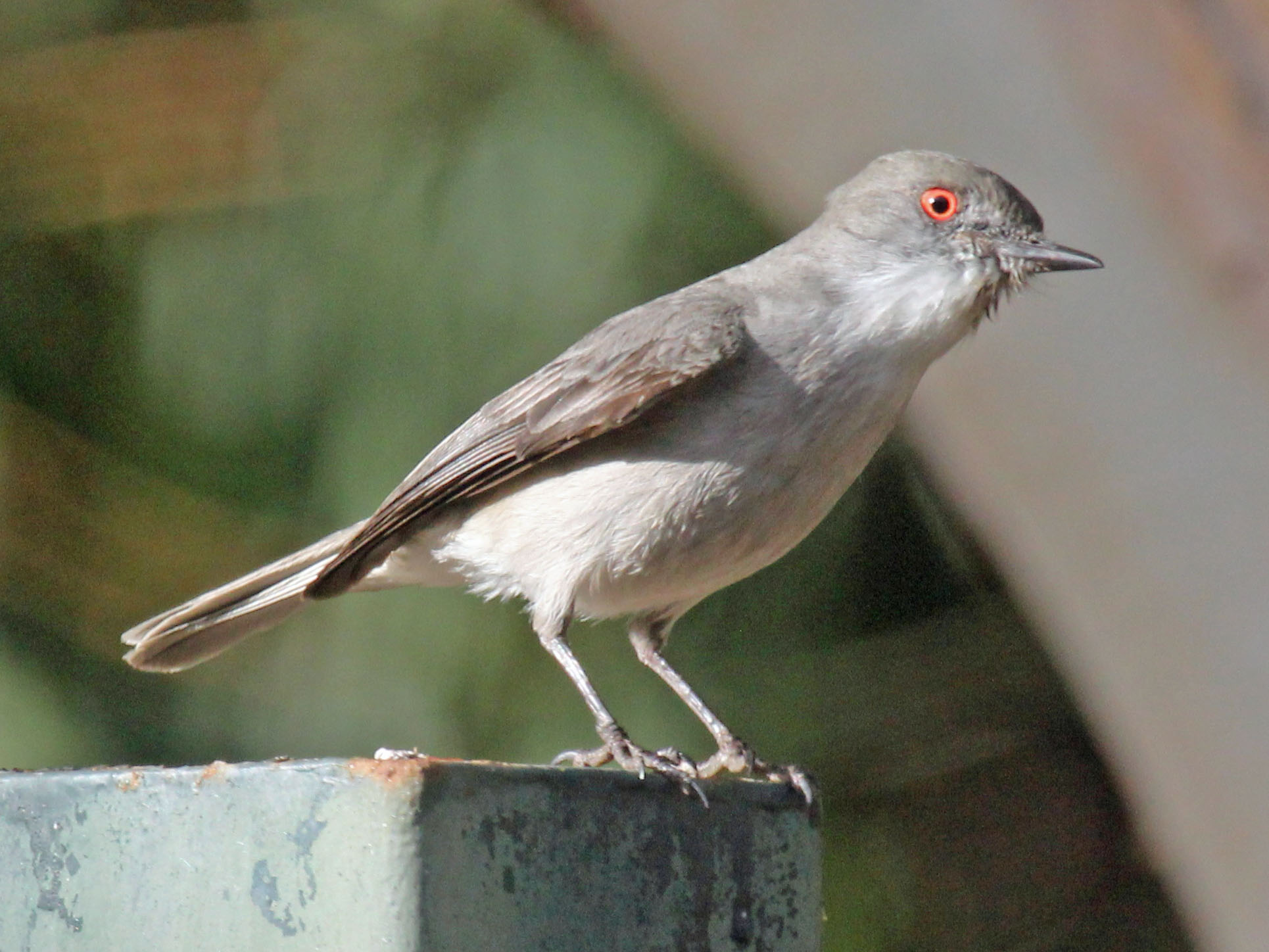
Червоноока монжита

Довжина птаха становить 19-21 см. Виду не притаманнрий статевий диморфізм. Голова і верхня частина тіла сірі, крила і хвіст коричнюваті. Нижня частина тіла біла, боки мають сіруватий відтінок. Райдужки червоні, у молодих птахів коричневі, з віком стають все більш червоними. Представники підвиду P. p. fortis вирізняються дещо більшими розмірами і темнішим забарвленням.

## Підвиди
Виділяють два підвиди:
- P. p. pyrope (Kittlitz, 1830) — центральне і південне Чилі та південно-західна Аргентина, на південь до Вогняної Землі. Зимують на півночі Чилі (від Кокімбо до південної Антофагасти;
- P. p. fortis (Philippi Bañados & Johnson, AW, 1946) — острів Чилое (Чилі).

## Поширення і екологія
Червоноокі монжити гніздяться в Чилі і Аргентині, взимку мігрують до північного Чилі. Бродячі птахи спостерігалися на Фолклендських островах. Червоноокі монжити живуть на узліссях вологих широколистяних і мішаних лісів, у вологих чагарникових заростях і в садах. Зустрічаються на висоті до 3050 м над рівнем моря. Зустрічаються поодинці, взимку іноді утворюють невеликі зграйки. Живляться комахами, яких шукають на землі або ловлять в польоті, а також плодами. Сезон розмноження триває з вересня по грудень. Гніздо невелике, чачашоподібне, робиться з гілочок і трави, встелюється пі'рям і пухом, розміщується на дереві або в чагарниках.